# Johann Haberstich
Johann Haberstich (* 16. Juni 1824 in Oberentfelden; † 6. März 1891 in Aarau; heimatberechtigt in Oberentfelden) war ein Schweizer Politiker. Dreimal vertrat er den Kanton Aargau im Ständerat; 1851/52, 1866/67 und von 1886 bis 1890. Darüber hinaus war er von 1872 bis 1881 Nationalrat.

## Biografie
Der Sohn des Gemeindeschreibers Johannes Haberstich absolvierte die Kantonsschule in Aarau. Anschliessend studierte er Recht an den Universitäten Heidelberg und Berlin. 1846 erhielt Haberstich das Patent als Rechtsanwalt, drei Jahre später als Notar. Er führte in Aarau eine Anwaltskanzlei, ausserdem war er von 1848 bis 1858 Richter am Bezirksgericht (ab 1852 als Vizepräsident) sowie ab 1860 Ersatzrichter am Aargauer Obergericht. Im Militär stieg er bis in den Rang eines Oberstleutnants auf.
Haberstich wurde 1849 in den Grossen Rat gewählt, dem er bis 1852 und erneut von 1860 bis zu seinem Tod angehörte. Viermal stand er dem Grossen Rat als Präsident vor (1861/62, 1866/67, 1870/71 und 1881/82) und galt als einer der einflussreichsten radikal-liberalen Politiker. Seit deren Gründung im Jahr 1854 gehörte er ununterbrochen dem Verwaltungsrat und dem Vorstand der Aargauischen Bank (heutige Kantonalbank) an und übernahm 1880 vom verstorbenen Carl Feer-Herzog das Präsidium. Ab 1880 war er auch Verwaltungsratspräsident der Schweizerischen Nordostbahn und der Gotthardbahn an.
Auch auf nationaler Ebene war Haberstich politisch aktiv: 1851 und 1852 ordnete ihn der Grosse Rat erstmals in den Ständerat ab, 1866 und 1867 vertrat er in der kleineren Parlamentskammer erneut seinen Kanton. Bei den Parlamentswahlen 1872 wurde er in den Nationalrat gewählt, dem er bis 1881 angehörte. Haberstich trat für mehr Zentralismus ein und wirkte bei der Ausarbeitung des 1883 in Kraft getretenen Obligationenrechts mit. 1886 wurde er zum dritten Mal in den Ständerat gewählt, musste aber 1890 aus gesundheitlichen Gründen zurücktreten.
Johann Haberstich war in erster Ehe mit Rosina Elisabeth Holzach von Basel, in zweiter Ehe mit Anna Maria Lüthy von Schöftland verheiratet.